# Dido
Florian Cloud de Bounevialle O'Malley Armstrong (n. 25 decembrie 1971, Greater London, Anglia, Regatul Unit), cunoscută ca Dido, este o cântăreață și compozitoare engleză, câștigătoare a premiului BRIT și nominalizată la premiile Grammy. Dido a atras atenția și succesul internațional cu albumul său de debut, No Angel (1999). Acesta a fost vândut în peste 21 de milioane de copii în lumea întreagă și a câtșigat câteva premii, printre care și MTV Europe Music Award for Best New Act, două NRJ Awards (Best New Act și Best Album), și două Brit Awards (Best British Female și Best Album). Următorul său album, Life for Rent (2003), a continuat succesul ei cu hit-urile White Flag și Life for Rent.
Primele două albume ale lui Dido sunt printre cele mai bine vândute albume din istoria UK Chart, și ambele sunt în top 10 cele mai bine vândute albume din anii 2000 în Regatul Unit. Al treilea său album de studio, Safe Trip Home (2008), a primit laude dar nu a mai fost un asemenea succes comercial ca și precedentele. Dido a fost nominalizată la un premiu Oscar pentru cântecul său If I Rise. Ea a fost clasată pe locul 98 în clasamentul Billboard al artiștilor anilor 2000 din top Billboard 200, în baza succesului albumelor sale din primul deceniu al secolului al XXI-lea.

## Biografie
Dido Florian Cloud de Bounevialle O'Malley Armstrong s-a născut la data de 25 decembrie a anului 1971. Mama sa, Claire (născută Collins) este o poetă de origine franceză, iar tatăl său, William O'Malley Armstrong (9 noiembrie 1938 - 22 decembrie 2006) a fost un publicist și director la editura Sidgwick & Jackson, având ascendenți irlandezi.
Numită informal după regina mitologică a Cartaginei, Dido a fost educată la școala pentru fete City of London Girls' apoi la Școala Westminster. Deoarece este născută în ziua de Crăciun, de-a lungul copilăriei ea nu își serba ziua de naștere ci o celebra cu sărbătoarea din aceeași zi.
După ce a furat un flaut de la școală, părinții săi au înscris-o în Școala de muzică și teatru Guildhall din Londra, Anglia. În adolescență, Dido a învățat să cânte la pian, flaut și violină. Dido a lucrat o perioadă ca agent literar și a studiat dreptul la Colegiul Birkbeck. Totuși, ea nu a terminat niciodată acest curs, preferând să își concentreze timpul în muzică. Apoi ea a învățat să cânte la chitară, îndemânare pe care a demonstrat-o în perioada turneului de promovare dedicat albumului Life for Rent din 2004.

## Cariera în muzică

### 1995 - 1997: Primele înregistrări
În anul 1995, Dido a început să înregistreze melodii, pe care lea-a inclus pe o compilație numită Odds & Ends, care a fost trimisă la casa de înregistrări Nettwerk. Compania i-a oferit un contract după ce le-a stârnit interesul prin colaborarea cu formația Faithless, pentru care interpreta a înregistrat vocea de fundal a unor melodii. Rollo Armstrong, fratele lui Dido, face parte din Faithless. Colecția a fost comercializată de către Nettwerk în 1995 și conținea melodii finisate ale interpretei dar și demo-uri. Unele dintre piesele incluse pe Odds & Ends au apărut și pe albumul său de debut, No Angel. "Take My Hand" a devenit melodie bonus pentru No Angel în timp ce "Sweet Eyed Baby" a fost remixată și renumită în "Don't Think of Me", iar piesele "Worthless" și "Me" au fost comercializate exclusiv pe versiunea japoneză a albumului.
Cu ajutorul albumului Odds & Ends Dido a atras asupra ei atenția companiei Arista Records, care a negociat o colaborare cu casa de înregistrări a fratelui său, Cheeky Records cu care interpreta avea deja un contract. Dido a semnat un contract cu Arista care s-a ocupat de promovarea sa în S.U.A..

### 1998 – 2002: Cunoașterea succesului -No Angel
Cheeky Records, cu care Dido avea un contract a fost achiziționat de către Sony BMG în 1999. Acest factor a întârziat data lansării albumului de debut al interpretei, No Angel în Regatul Unit. Totuși, Dido s-a concentrat pe promovarea materialului discografic în S.U.A., unde a asistat-o pe Sarah McLachlan în turneul ei. De-a lungul acestui turneu, înainte de lansarea albumului cât și după, muzica lui Dido a stârnit entuziasmul ascultătorilor.
Primul single ales de către Dido și casa sa de înregistrări este intitulat Here with Me. Melodia a fost inclusă pe coloana sonoră a serialului Roswell. Piesa a fost difuzată constant de către posturile radio din Europa, iar videoclipul filmat a atras atenția maselor de ascultători. Here with Me a câștigat poziții bune în clasamentele de specialitate din Europa. 
No Angel a fost comercializat pentru prima oară în anul 1999. Pentru a promova materialul discografic, Dido a concertat masiv în Europa și S.U.A..
Cel de-al doilea single extras de pe albumul No Angel este intitulat Thank You. Cântărețul de Hip Hop de origine americană Eminem a inclus refrenul melodiei Thank You pe single-ul său de top, intitulat Stan. Artistul i-a cerut în persoană permisiunea pentru această colaborare. Dido a apărut și în videoclipul filmat pentru Stan, jucând rolul iubitei lui Eminem. Într-un interviu, Dido a declarat că inițial nu a dorit să apară în acel clip, datorită faptului că scenariul acestuia implică câteva scene de violență. Touși, ea a acceptat să filmeze pentru videoclip . Stan a devenit instantaneu un succes în Regatul Unit, unde a ajuns pe poziția întâi în clasamentele de specialitate. Această colaborare a adus No Angel printre cele mai comercializate materiale discografice din Europa. Deși albumul nu fusese lansat încă în Regatul Unit, datorită achiziționării casei de înregistrări Cheeky Records de către Sony BMG, No Angel a urcat pe poziția cu numărul 5 în topul celor mai comercializate albume.
Lansarea din Regatul Unit

Dido în videoclipul filmat pentru Thank You

No Angel a devenit cel mai bine vândut album al anului 2001 în Regatul Unit, debutând pe prima poziție și revenind pe aceasta de mai multe ori în decursul anului. Primele două single-uri extrase de pe album, Here with Me și Thank You au devenit hituri de top 10, cel de-al treilea și ultimul single intitulate Hunter; respectiv All You Want au intrat în primele douăzeci și cinci de poziții în clasamentele de specialitate din Anglia.
No Angel a fost certificat cu discul de platină în peste treizeci și cinci de țări și a fost comercializat în peste 15 milioane de exemplare pe plan mondial.  Materialul discografic este cel de-al doilea album în topul celor mai comercializate albume ale secolului XXI în Regatul Unit.  
După ce turneul de promovare al albumului s-a încheiat, Dido a anunțat că va lua o pauză în 2002, timp în care va scrie texte și va compune melodii pentru cel de-al doilea album al său.
În cadrul premiilor MTV Video Music Awards, videoclipul melodiei Thank You a fost nominalizat la categoria Cel mai bun videoclip al unei artiste. 
Clipul piesei Stan a fost nominalizat în cadrul MTV Video Music Awards la cinci categorii: Videoclipul anului; Cel mai bun videoclip rap; Cel mai bun videoclip al unui artist; Cel mai bine regizat videoclip, respectiv Cea mai bună imagine.
În 2002, Dido a câștigat un premiu NRJ, fiind declarată Debutantul anului, iar albumul No Angel a câștigat la categoria Cel mai bun album. Interpreta a câștigat 2 premii la aceleași categorii și în cadrul premiilor BRIT Awards.

### 2003 - 2005:Life for Rentși participarea laLive 8
Life for Rent a fost lansat la data de 29 septembrie 2003 (internațional), 30 septembrie, 2003 (S.U.A. și Canada) și a devenit unul dintre cele mai bine vândute albume din istoria muzicii din Regatul Unit. Life for Rent a debutat pe prima poziția a clasamentelor de specialitate din Regatul Unit, Irlanda, Franța, Danemarca, Elveția, Africa de Sud, Australia, Grecia, Mexic, Hong Kong, Malaezia și Thailanda. În S.U.A., Italia, Noua Zeelandă, Olanda, Germania și Austia a debutat în top 5.  Primul single extras de pe album a fost White Flag, în al cărui videoclip a jucat actorul David Boreanaz. 

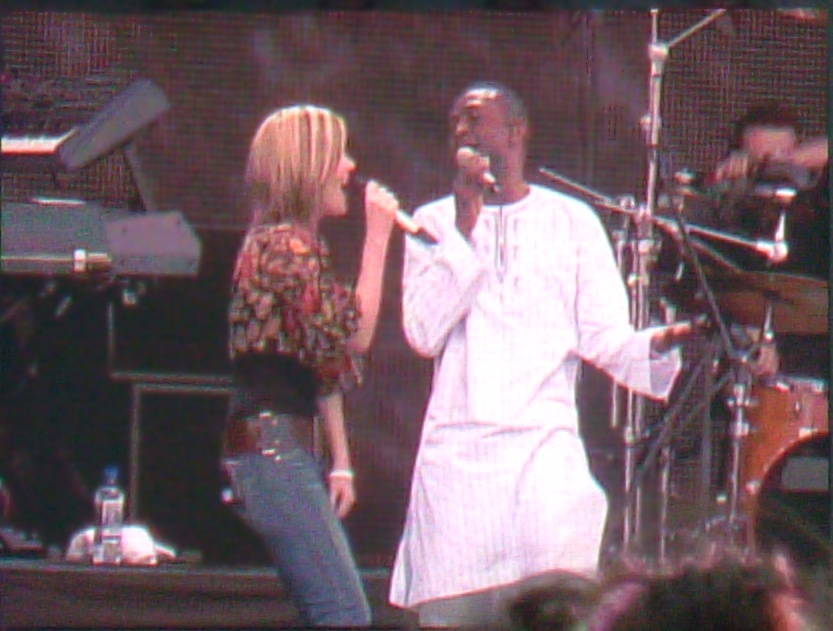
Dido și Youssou N'Dour în 2006

Life for Rent a fost comercializat în peste 152,000 exemplare în prima zi de la lansare numai în Regatul Unit, pe plan internațional vânzându-se 400,000 copii în prima săptămână.  De pe acest material discografic au mai fost extrase trei single-uri - Life for Rent, Don't Leave Home și Sand in My Shoes, iar Dido a pornit un nou turneu mondial de promovare. În 2005 a început comercializarea unui DVD care conține înregistrări din turneul său. Acesta este intitulat Dido: Live/Dido – Live at Brixton Academy). Albumul Life for Rent este prezent în topul celor mai comercializate albume ale secolului XXI din Regatul Unit.
În cadrul Premiilor Grammy, melodia White Flag i-a adus o nominalizare lui Dido la categoria Cea mai bună interpretă. Single-ul a obținut și un premiu pentru textul său la premiile Ivor Novello Awards. 
BRIT Awards i-a adus încă două premii interpretei la categoriile: Cea mai bună interpretă britanică respectiv Cel mai bun single britanic
- White Flag, iar albumul Life for Rent a fost declarat cel mai bun material discografic în cadrul premiilor NRJ Music Awards. Dido a fost desemnată și Cel mai bun artist pe plan internațional în cadrul aceleiași gale. 
Datorită succesului obținut de către turneul său de promovare din 2004, Dido a fost invitată să interpreteze câteva melodii în cadrul seriei de concerte Live 8 care a avut loc la data de 2 iulie, 2005. Prima locație a fost Londra, apoi în Cornwall în Anglia. În aceeași zi, DIdo a plecat la Paris, unde a interpretat melodiile care au consacrat-o alături de cântărețul senegalez Youssou N'Dour.
Tot în 2005, Dido a înregistrat fundalul vocal al albumului Safe from Harm al formației Dusted, din care face parte și fratele său, Rollo Armstrong. Dido cântă pe melodiile Time Takes Time, Hurt U și Winter, dar a și participat la compunerea melodiilor Always Remember to Respect & Honour Your Mother, Part 1, The Biggest Fool in the World și Winter.

Dido în videoclipul melodiei White Flag

### 2008 - prezent:Safe Trip Home
La finele lui 2005, interpreta a început să scrie texte și să compună melodii pentru cel de-al treilea album de studio al său. Materialul discografic a fost produs de către Jon Brion și Dido, iar printre colaboratorii albumului se numără Brian Eno, Questlove, Mick Fleetwood, Rollo Armstrong și Matt Chamberlain. O mare parte dintre sesiunile de înregistrare au avut loc în Londra, la Abbey Road și în locuința lui Jon Brion din Los Angeles.
Pagina web oficială a interpretei a fost relansată pentru a coincide cu startul comercializării noului material discografic. Lansarea albumului a fost decalată în repetate rânduri, nefiind precizate cauzele. Primul single extras de pe acest LP, intitulat „Don't Believe in Love”, a început să fie promovat la finele lunii septembrie, însă a eșuat în încercarea de a avea un impact major asupra industriei muzicale din Europa, obținând poziții modeste în clasamentele de specialitate.
La data de 17 noiembrie 2008 a început comercializarea celui de-al treilea album de studio al lui Dido, intitulat Safe Trip Home, iar cântecul „Look No Further” a fost lansat ca și single digital gratuit, putând fi descărcat de oricine de pe site-ul oficial al interpretei.  Safe Trip Home a fost foarte aclamat de către criticii de specialitate, ziarul britanic The Observer caracterizându-l drept o „colecție de cântece pline de maturitate și asprime...un disc în memoria tatălui său, care ar fi fost cu siguranță mândru de realizarea fiicei sale”.
Din punct de vedere comercial, discul Safe Trip Home nu a reprezentat un succes major, obținând poziții medii în clasamentele de specialitate, devenind cel mai slab clasat album al lui Dido.

### Alte activități muzicale
Deși Dido are o carieră solo solidă, ea a preferat să colaboreze cu diverși artiști. Interpreta a ajutat la scrierea unor melodii ale formației Faithless. Ea a înregistrat și fundalul vocal pentru câteva piese ale trupei, incluzând One Step Too Far - care a fost lansată în Regatul Unit sub statutul de single în ediție limitată, care a debutat pe poziția numărul șase în topuri. Dido a înregistrat și melodia No Roots de pe cel de-al patrulea album Faithless. Rollo Armstrong, fratele lui Dido scris și compune melodii pentru materialele discografice ale interpretei, incluzând mai multe melodii care apar pe albumele No Angel și Life for Rent. Dido a înregistrat fundalul vocal pentru toate albumele formației Faithless, din 1996 (Reverence) până în 2006 (To All New Arrivals). Dido a înregistrat alături de fratele său un CD creat pentru a acompania cartea pentru copii pe care a scris-o Rollo împreună cu Jason White, intitulată Safe from Harm; CD-ul poartă numele cărții, iar artistul este Dusted (proiect muzical format din Rollo și Mark Bates).
În anul 2006, Dido a re-lansat melodia Christmas Day, care a ajuns până pe poziția cu numărul 60 în clasamentele de specialitate din Regatul Unit. Piesa a apărut inițial pe un EP lansat în 2001 intitulat "All You Want" (single de pe albumul No Angel).
Dido a înregistrat fundalul vocal și pentru alți artiști: Feel like Fire pentru albumul Shaman, al lui Carlos Santana din 2002 și un duet cu Rufus Wainwright, intitulat I Eat Dinner (When the Hunger's Gone) pentru coloana sonoră a filmului Bridget Jones: La limita rațiunii.
Annie Lennox i s-a alăturat lui Dido și altor 22 de cântărețe pentru a atrage atenția asupra transmiterii frecvente a SIDA de la mamă la copil din Africa prin intermediul unei melodii. Single-ul, intitulat Sing, a fost lansat de Ziua mondială de luptă împotriva maladiei SIDA - 1 decembrie, 2007, în conjunctură cu apariția lui Annie Lennox în concertul în onoarea lui Nelson Mandela, 46664 din Afrira de Sud.

## Viața personală
După lansarea albumului No Angel din 1999 și turneul de promovare care a urmat a destabilizat relația pe care o avea Dido cu logodnicul său, avocat din lumea showbiz-ului, Bob Page, după o relație de șapte ani. Deși ea a declarat că Page devenise "un agent liber în toate sensurile", cei doi au rămas prieteni. Câteva dintre melodiile incluse pe albumul No Angel fac referire indirect la relația artistei cu Page. După ce a câștigat premiul Ivor Novello, pentru cel mai bun text al unei melodii (Thank You), interpreta a menționat că textul melodiei transmite dorul pe care i-l poartă fostului său iubit. "Melodia 'Thank You' descrie acea relație. "Faptul că sunt singură în acest moment, arată o latură mult mai psihologică a albumului meu".

## Discografie
| - 1999: No Angel - 2003: Life for Rent - 2008: Safe Trip Home - 2013: Girl Who Got Away - 1995: Odds & Ends | 1999 - 2002 → No Angel - Here with Me - Thank You - Hunter - All You Want 2003 - 2005 → Life for Rent - White Flag - Life for Rent - Don't Leave Home - Sand in My Shoes 2008 → Safe Trip Home - Don't Believe in Love - Quiet Times - It Comes and It Goes | - Stan Împreună cu Eminem - One Step Too Far Împreună cu Faithless - Feels Like Fire Împreună cu Carlos Santana - 2001:Here with Me/Thank You (Acustic) - 2004:White Flag/Life for Rent - 2005:Dido: Live/Dido: Live at Brixton Academy |